# Bernhard Koch (Politiker)
Bernhard Koch (* 16. Januar 1949 in Zihlschlacht) ist ein Schweizer Politiker (CVP). Er war von Juni 2000 bis Mai 2014 Regierungsrat im Kanton Thurgau und zuletzt zuständig für das Departement Finanzen und Soziales.

## Leben
Koch besuchte die Primarschule in Sitterdorf und absolvierte die Sekundarschule Bischofszell. Anschliessend machte er eine Ausbildung als Kaufmann mit Handelsdiplom und liess sich zum diplomierten Verwaltungsökonomen weiterbilden. Bis zum Jahr 1972 arbeitet Koch in der Privatwirtschaft, unter anderem als Buchhalter und in der Personaladministration. Danach arbeitete er bei der damaligen Munizipalgemeinde Zihlschlacht, zuerst als Kanzlist und ab 1975 als Gemeindeschreiber. Von 1979 bis 1991 war er schliesslich Gemeindeammann. Nachdem er 1991 zum Stadtammann von Bischofszell gewählt worden war, blieb er bis zu seiner Wahl 2000 zum Regierungsrat in dieser Funktion.
Seine politische Karriere startet Bernhard Koch 1979 mit der Wahl zum Gemeindeammann der Munizipalgemeinde Zihlschlacht, was er bis zu seiner Wahl im Jahr 1991 zum Stadtammann von Bischofszell auch blieb. Bereits 1980 wurde er aber in den Grossen Rat des Kantons Thurgau gewählt und präsidierte dort die CVP-Fraktion von 1988 bis 1999. Koch wurde im Jahr 2000 vom Thurgauer Volk in den Regierungsrat gewählt und trat sein Amt am 1. Juni an. Im Regierungsrat war Koch von 2000 bis 2006 Vorsteher des Departements für Erziehung und Kultur, wo er ehrgeizige Bildungsreformen durchführte. Im Juni 2006 gab er schliesslich dieses Amt an Jakob Stark ab und übernahm das Departement für Finanzen und Soziales. In den Amtsjahren 2003/04, 2008/09 und 2013/14 war Koch Regierungspräsident. Im Oktober 2013 gab Koch bekannt, dass er Ende Mai 2014 zurücktritt.
Koch ist mit Susi Koch-Gsell verheiratet und hat drei bereits erwachsene Söhne. Er wohnt in Bischofszell und ist Bürger von Wuppenau.